# Chillarpalli, Srinivaspur
Chillarpalli là một làng thuộc tehsil Srinivaspur, huyện Kolar, bang Karnataka, Ấn Độ.